# Lijst van beelden in Gent
Dit is een chronologische lijst van beelden in Gent. Onder een beeld wordt hier verstaan elk driedimensionaal kunstwerk in de openbare ruimte van de Belgische gemeente Gent, waarbij beeld wordt gebruikt als verzamelbegrip voor sculpturen, standbeelden, installaties en overige beeldhouwwerken.
| Geplaatst | Omschrijving                                | Kunstenaar                                                             | Straat                                                                                        | Plaats | Materiaal                         | Afbeelding |  |
| --------- | ------------------------------------------- | ---------------------------------------------------------------------- | --------------------------------------------------------------------------------------------- | ------ | --------------------------------- | ---------- |  |
| 1732      | Vergulde Leeuw                              | Jacob Van der Cruyssen                                                 | Citadelpark                                                                                   | Gent   |                                   |            |  |
| 1812      | Waterpomp                                   | Jean-Baptiste Van der Capelle                                          | Groentenmarkt                                                                                 | Gent   | blauwe hardsteen                  |            |  |
| 1863      | Jacob van Artevelde                         | Pieter De Vigne                                                        | Vrijdagmarkt                                                                                  | Gent   | brons                             |            |  |
| 1885      | Lieven Bauwens                              | Pieter De Vigne                                                        | Lieven Bauwensplein                                                                           | Gent   | brons                             |            |  |
| 1888      | Moorken                                     | Louis Mast                                                             | Citadelpark                                                                                   | Gent   | brons                             |            |  |
| 1899      | Jan Frans Willems                           | Isidoor De Rudder                                                      | Sint-Baafsplein                                                                               | Gent   |                                   |            |  |
| 1902      | De Vlaggeplanters                           | Jules Pierre Van Biesbroeck                                            | Citadelpark                                                                                   | Gent   | brons                             |            |  |
| 1908      | François Laurent                            | Jules Pierre Van Biesbroeck                                            | François Laurentplein                                                                         | Gent   | brons                             |            |  |
| 1908      | Oswald de Kerchove de Denterghem            | Gustaaf Van den Meersche                                               | Citadelpark                                                                                   | Gent   | brons                             |            |  |
| 1908      | Sint-Michiel                                | Remi Rooms                                                             | Sint-Michielsbrug                                                                             | Gent   | brons\|                           |            |  |
| 1913      | Monument ter ere van de gebroeders Van Eyck | Geo Verbanck                                                           | Geraard De Duivelhof                                                                          | Gent   | brons                             |            |  |
| 1913      | Leie en Schelde                             | Jacques de Lalaing                                                     | Citadelpark                                                                                   | Gent   | brons                             |            |  |
| 1913      | Ros Beyaard                                 | Domien Ingels (paard) en Aloïs De Beule (mannen)                       | Paul de Smet de Naeyerplein                                                                   | Gent   | brons                             |            |  |
| 1923      | Oorlogsmonument                             | Joseph en Gust Cornelis                                                | Geldmunt                                                                                      | Gent   | Brons                             |            |  |
| 1926      | Emile Claus                                 | Yvonne Serruys                                                         | Citadelpark                                                                                   | Gent   | brons                             |            |  |
| 1927      | Edmond van Beveren                          | Jules Pierre Van Biesbroeck                                            | Citadelpark                                                                                   | Gent   | brons                             |            |  |
| 1930      | Hazewind                                    | Domien Ingels                                                          | Citadelpark                                                                                   | Gent   | steen?                            |            |  |
| 1937      | Albert I                                    | Domien Ingels (paard en koning Albert) en Jan-Albert De Bondt (sokkel) | Koning Albert park                                                                            | Gent   | brons                             |            |  |
| 1937      | Fontein der Geknielden                      | George Minne                                                           | Emile Braunplein                                                                              | Gent   | brons                             |            |  |
| 1941      | Jan Palfijn                                 | Godefroid Devreese                                                     | Jan Palfijntuin verwijderd voor aanleg STAM, gestolen uit depot in Oostakker in december 2011 | Gent   | brons                             |            |  |
| 1948      | Edward Anseele                              | Jozef Cantré                                                           | Frankrijkplein                                                                                | Gent   |                                   |            |  |
| 1951      | Geketende Slaven                            | Julius Lagae                                                           | Citadelpark                                                                                   | Gent   | brons                             |            |  |
| 1961      | De Gerechtigheid                            | Geo Verbanck                                                           | Oud gerechtsgebouw - Koophandelsplein                                                         | Gent   | brons                             |            |  |
| 1996      | Het beeld van de Mensenrechten              | Freddy De Vos                                                          | Grasveld naast het Gravensteen                                                                | Gent   | metaal                            |            |  |
| 1998      | Koning Boudewijn                            | Hugo Vander Vekens                                                     | Citadelpark                                                                                   | Gent   | brons                             |            |  |
| 1998      | Monument Michael Lustig                     | Daniël Dutrieux                                                        | Parkje naast de Leie                                                                          | Gent   | roodkoper en blauwe hardsteen     |            |  |
| 1999      | Toen ik klein was                           | Freddy De Vos                                                          | Sint-Baafsplein                                                                               | Gent   | brons                             |            |  |
| 2014      | Lam Gods                                    | Bart Smeets                                                            | Jan van Stopenberghestraat                                                                    | Gent   |                                   |            |  |
| 2017      | Broche                                      | Ayşe Erkmen                                                            | Korenmarkt                                                                                    | Gent   |                                   |            |  |
| 2017      | HD 400                                      | Ann Veronica Janssens                                                  | Korenmarkt                                                                                    | Gent   |                                   |            |  |
| 2020      | La Sonate du Canal                          | Monkey Bird Crew (Louis Boidron en Edouard Egéa)                       | Handelsbeurs (achterzijde)                                                                    | Gent   | Streetart mural (muurschildering) |            |  |
| onbekend  | Schip                                       | onbekend                                                               | Sint-Michielsbrug                                                                             | Gent   |                                   |            |  |